# 佩利奥
佩利奥（義大利語：Peglio），是意大利科莫省的一个市镇。总面积10.82平方公里，人口200人，人口密度18.5人/平方公里（2009年）。ISTAT代码为013178。